# Kurudampalayam
Kurudampalayam é uma vila no distrito de Coimbatore, no estado indiano de Tamil Nadu.

## Demografia
Segundo o censo de 2001,  Kurudampalayam  tinha uma população de 13,129 habitantes. Os indivíduos do sexo masculino constituem 54% da população e os do sexo feminino 46%. Kurudampalayam tem uma taxa de literacia de 76%, superior à média nacional de 59.5%: a literacia no sexo masculino é de 82% e no sexo feminino é de 68%. Em Kurudampalayam, 9% da população está abaixo dos 6 anos de idade.